# Torsten Hummerhielm
Torsten Knutsson Hummerhielm, född 26 november 1885 i Hemmesjö med Tegnaby församling, Kronobergs län, död 21 augusti 1928 i Svegs församling, Jämtlands län, var en svensk friherre och jurist. Han tillhörde ätten Hummerhielm och var bror till Krister Hummerhielm.

## Biografi
Hummerhielm avlade studentexamen i Växjö 1903 och blev därefter student vid Lunds universitet, där han 1908 avlade juris kandidatexamen. Efter tingstjänstgöring tjänstgjorde han i Skånska hovrätten, där han blev assessor 1915 och hovrättsråd 1920. Från 1916 hade Hummerhielm varit tillförordnad revisionssekreterare, vilket han var till dess att han 1923 blev häradshövding i Härjedalens domsaga, där han blev kvar till sin död. Han blev riddare av Nordstjärneorden samma år som han dog. Hummerhielm vilar på Norra kyrkogården i Lund.